# Józef (Todorowski)
Józef, imię świeckie Jowica Todorowski (ur. 21 stycznia 1982 w Skopju) – duchowny Macedońskiego Kościoła Prawosławnego, od 2013 metropolita tetowski i gostiwarski. Święcenia diakonatu przyjął w 2004, a prezbiteratu 7 lipca 2006.
Chirotonię biskupią otrzymał 7 października 2012.